# Notre-Dame-de-Cimiez (Nizza)

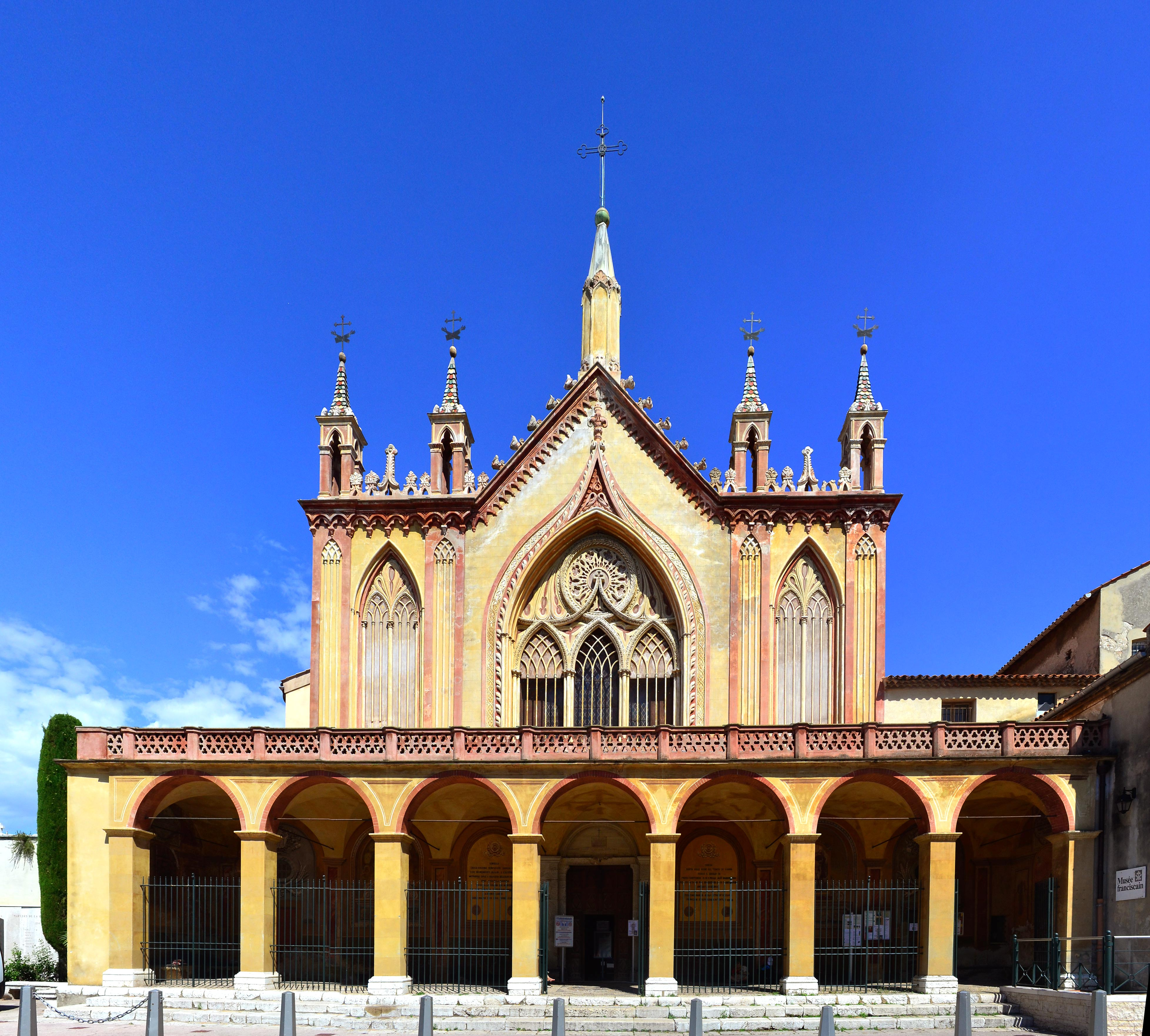
Kirche Notre-Dame-de-Cimiez in Nizza

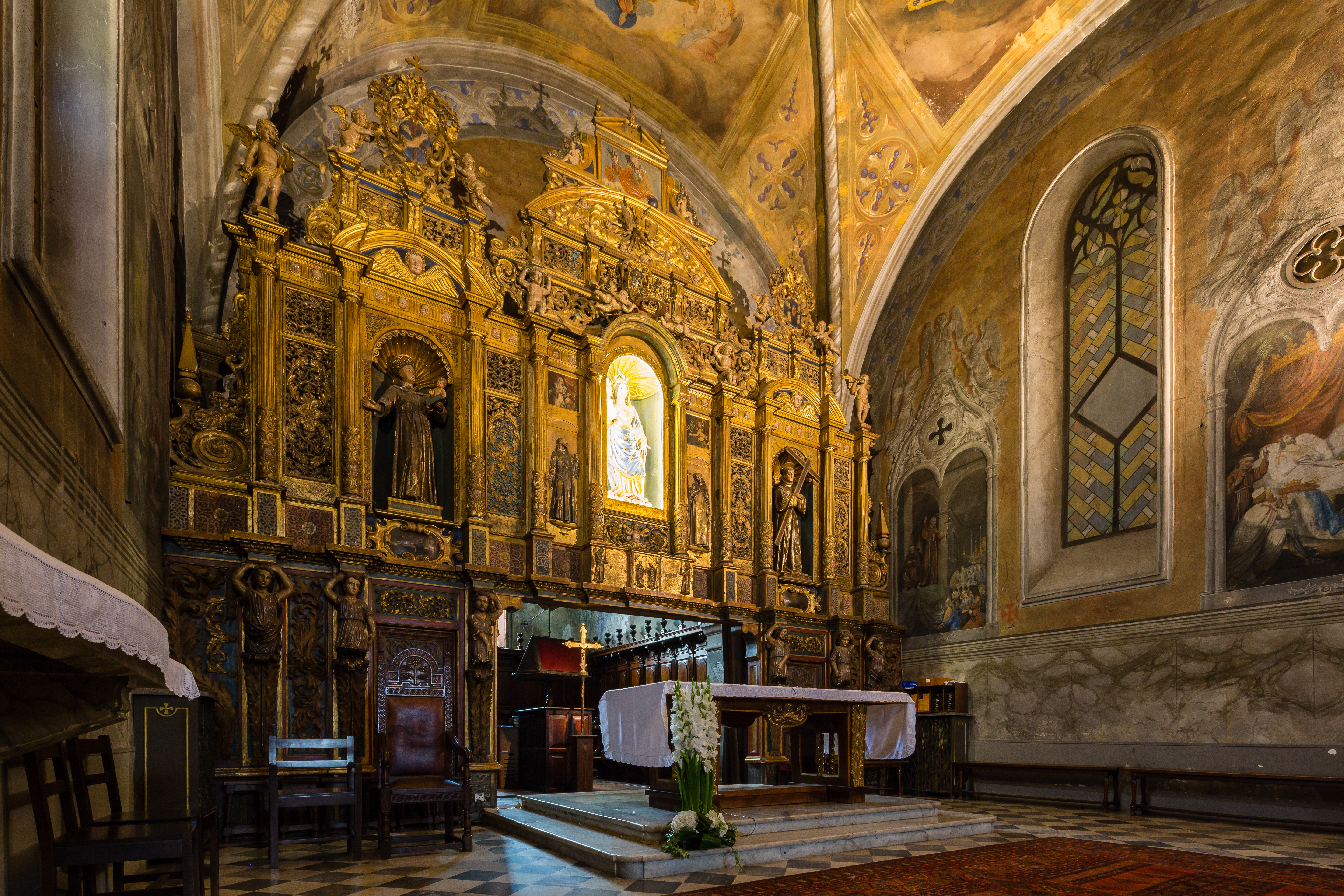
Chorretabel der Kirche Notre-Dame-de-Cimiez

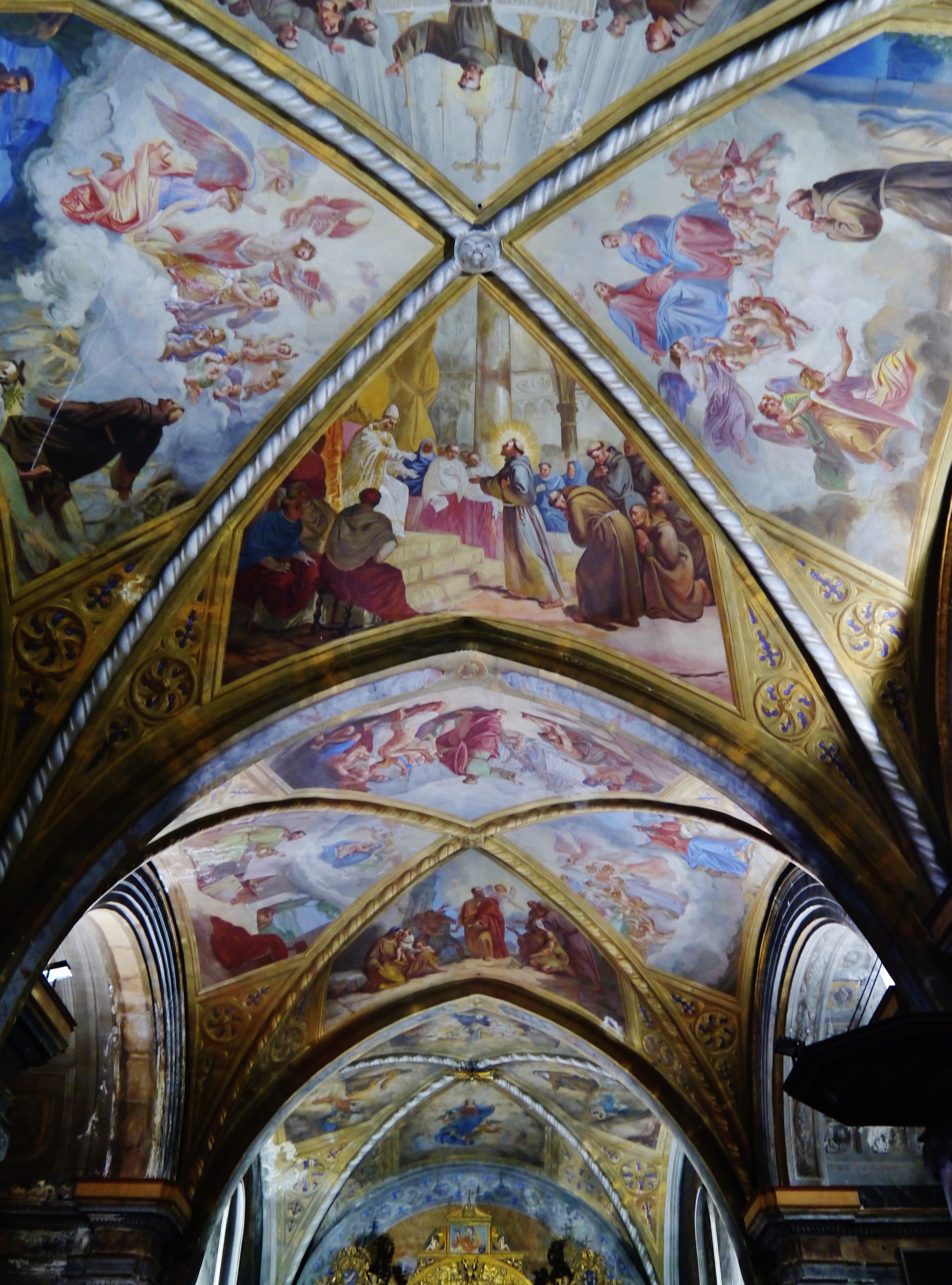
Langhausgewölbe der Kirche Notre-Dame-de-Cimiez

Notre-Dame-de-Cimiez (auch: Notre-Dame de l’Assomption de Cimiez) ist eine römisch-katholische Kirche in der südfranzösischen Stadt Nizza. Sie gehört zum Baukomplex des Franziskaner-Klosters Cimiez (mit Museum), das seit 1993 als Monument historique eingestuft ist. Die Kirche ist Pfarrkirche der Pfarrei Paroisse Sainte Marie des Anges – Monastère de Cimiez im Bistum Nizza, die seit 2000 von italienischen Franziskanern betreut wird. Sie ist dem Patronat von Mariä Aufnahme in den Himmel (französisch: Notre-Dame de l’Assomption) anvertraut.

## Geschichte
Die Kapelle wurde 1490 von den Benediktinern der Abtei Saint-Pons erbaut. 1546 von den Franziskanern übernommen und um ein angrenzendes Klostergebäude erweitert, wurde sie im 17. und 18. Jahrhundert ausgebaut. Von 1662 bis 1693 wurde ein Portikus mit 7 Bögen angesetzt. 1844 kam es zu einer Fassadendekoration im Stil der piemontesischen Troubadourgotik, wie man ihn auch in der Abtei Hautecombe findet.

## Ausstattung
Die Kirche ist mit ihren 6 Seitenkapellen reich ausgestattet. Bemerkenswert sind 3 Werke von Louis Bréa (1450–1525): Pietà, Kreuzigung und Kreuzabnahme. Der Altarretabel birgt Statuen von Antonius von Padua, Didakus (französisch: St. Didace), Franz von Assisi, Dominikus und, zentral, der Maria mit Jesuskind. Die Gewölbefresken stammen von Hercule Trachel (1820–1872), die Fresken des Kirchenschiffs von dem venezianischen Maler Giacomelli (1859).

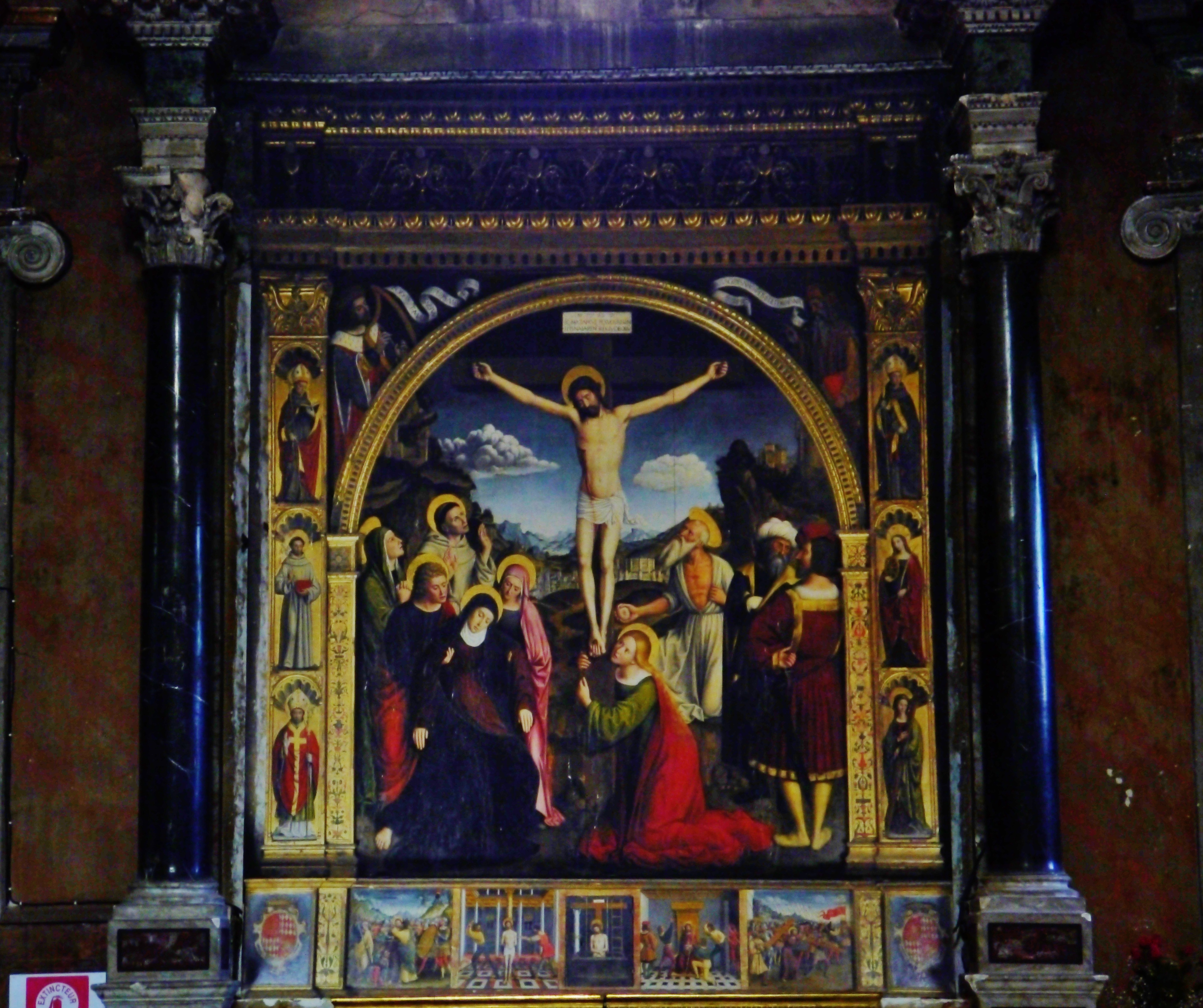
Seitenaltargemälde der Kirche Notre-Dame-de-Cimiez (Louis Bréa: Kreuzigung)
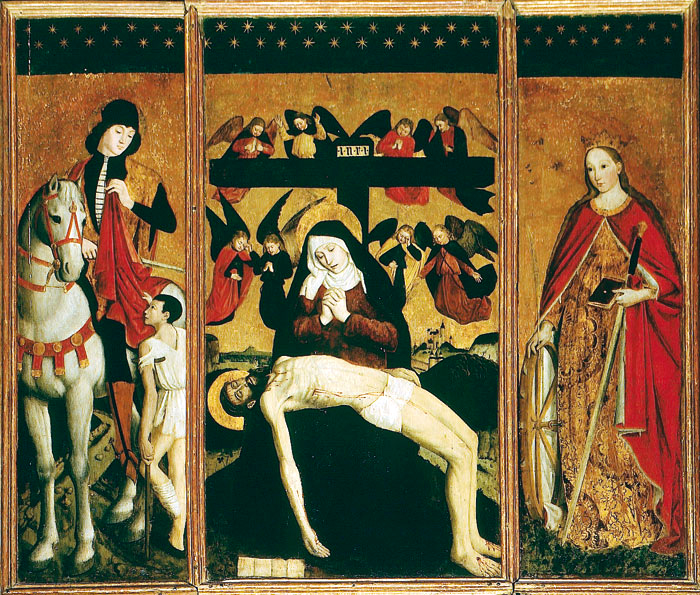
Seitenaltargemälde der Kirche Notre-Dame-de-Cimiez (Louis Bréa: Pietà)

## Garten und Friedhof
Zu dem Gelände des Klosters gehört ein Garten von 9.550 m² Größe, der ehemalige Küchen- und Obstgarten der Mönche, in dem sie Wein, Obst, Gemüse, Küchen- und Heilkräuter anbauten. Er grenzt unmittelbar an die ehemaligen Klostergebäude an. Die ursprüngliche Struktur des Klostergartens ist im Prinzip noch erhalten. Heute zeigt er sich im Stil eines italienischen Gartens mit Rasenflächen, Blumenrabatten, Hecken, Zypressen und Oliven sowie beschnittenen Laubbäumen und mit Kletterrosen bewachsenen Pergolen und Springbrunnen.
Auf dem zur Klosterkirche gehörenden Friedhof sind u. a. Henri Matisse, Roger Martin du Gard und Raoul Dufy bestattet.